# Amarjeet Gill
Pour les articles homonymes, voir Gill.
Amarjeet Singh Gill (né vers 1967 en Inde,) est un homme politique canadien en Ontario.
Membre du Parti conservateur du Canada, il est député à la Chambre des communes de la circonscription de Brampton-Ouest depuis 2025.

## Biographie

### Première année
Né en Inde, le père de Gill sert dans l'Armée indienne britannique durant la Seconde Guerre mondiale.
Résident de longue date de Indore dans le Madhya Pradesh, Gill gradue de la Devi Ahilya Vishwavidyalaya (en) avec un MBA.
En 1998, il immigre au Canada et s'établie à Brampton. Gill travaille ensuite comme agent immobilier.

### Carrière politique

#### Politique provinciale
Candidat progressiste-conservateur dans la circonscription ontarienne de Mississauga—Brampton-Sud, il est défait par la libérale Amrit Mangat lors de ses deux tentatives.

#### Politique fédérale
Gill défait la ministre de la Santé Kamal Khera en avril 2025, il est le seul candidat à remporter l'élection face à un membre en poste du cabinet.